# قناة الرياضية (المغرب)
الرياضية أو الرياضية المغربية (Arryadia) هي ثالث القنوات المغربية من حيث العدد، هي قناة رياضية مغربية تهتم بالقضايا الرياضية المغربية وتعد القناة خطوة نحو إغناء المجال السمعي البصري الذي يرتئي المغرب بلوغه حيث تمتلك القناة حقوق نقل الدوري المغربي للمحترفين وكذلك بعض مباريات كأس العرش حيث يتم تخصيص كل مباراة على قناة مغربية معينة 2M - Tamazight - Arrabiaa وتكتفي بتغطية الدرجة الثانية عبر النتائج أما الدرجة الثالثة (هواة) فيتم تخصيص برنامج أسبوعي خاص (هواة الموسم) وتعد القناة الأولى من نوعها في المغرب والتي تختص بالرياضة المغربية كما تهتم بنقل كل المظاهر الرياضة التي تشارك فيها المنتخبات الرياضة المغربية.

## تاريخ القناة
قررت الشركة الوطنية للإذاعة والتلفزة إطلاق قناة جديدة لتغطية الشأن الرياضي في المغرب، حيث انطلقت يوم 16 سبتمبر 2006 عند منتصف النهار.
في 12 نوفمبر 2022، حصلت شركة الرياضية على حقوق بث 10 مباريات من بينها المنتخب المغربي لكأس العالم لكرة القدم 2022.
في 28 مارس 2023، حققت الرياضية المغربية رقما قياسيا جديدا بلغ 8 ملايين مشاهد يشاهدون مباراة المغرب ضد بيرو لكرة القدم.

## وظيفتها
قناة متخصصة في بث كل الأنشطة التي تتعلق بالرياضة الوطنية المغربية والعربية وكذا الدولية من خلال نقل للفعاليات الوطنية وما يخص المغرب في التظاهرات الرياضية العالمية.

## بثها
مركز البث بمدينة الدار البيضاء، بدأت بثها أول مرة سنة 2006 وبالضبط اليوم السبـت 16 من سبتمبر بمباراة الحسنية والوداد البيضاوي بتعليق يسري مراكشي.
وتبث عبر الأرضي بواسطة TNT
وفضائيا عبر الأقمار الاصطناعية عبر الترددات التالية:

### SD
- نايل سات: 11474 عمودي 27500
- هوتبيرد: 10873 عمودي 27500

### HD
- نايل سات: 11514 عمودي 27500
- هوتبيرد: 10873 عمودي 27500

## الدوريات المنقولة
- الدوري المغربي لكرة القدم
- الدوري المغربي لكرة اليد
- الدوري المغربي لكرة السلة
- الدوري المغربي لكرة الطائرة
- دوري أبطال أفريقيا (الفرق المغربية) - (البث الأرضي)
- مباريات المنتخبات الوطنية المغربية
- مباريات الأندية المغربية بالكؤوس الإفريقية
- كأس الأمم الأفريقية لكرة القدم
- كأس العرش المغربي
- ملخص الدوري الألماني (كل ثلاثاء)
- كأس الدولية لكرة القدم لأقل من 17 سنة (قطر)
- الدوري الاسباني لكرة السلة
- كأس العالم للأندية (مباريات الأندية المغربية) (كل المبارايات ان استضافتها المغرب)

## أبرز المعلقين
- أيوب أديب
- سفيان الرشيدي
- خليل فايد
- إحسان بوخار
- محمد العدالي
- هشام فرج
- أحمد هبان

## وصلات خارجية
- الموقع الرسمي (بالفرنسية).

لم يتم العثور على روابط لمواقع التواصل الاجتماعي.